# Jean Pierre Victor Rossée
Pour les articles homonymes, voir Rossée.
Jean-Pierre Victor Rossée est un homme politique français né le 25 février 1780 à Belfort (Haut-Rhin) et décédé le 24 avril 1860 à Giromagny (Haut-Rhin).

## Biographie
Fils de Jean François Philibert Rossée, il est juge au tribunal de Belfort en 1807, puis avocat général à Colmar en 1811. Nommé, par sanction, procureur général à Cayenne en 1822, il refuse le poste et s'inscrit au barreau. Il devient alors l'un des dignitaires de la Charbonnerie. En août 1830, il est procureur général à Colmar, puis premier président.
Député du Haut-Rhin pendant les Cent-Jours, il retrouve son siège de 1841 à 1842, siégeant dans la majorité soutenant la Monarchie de Juillet.

## Sources
- « Jean Pierre Victor Rossée », dans Adolphe Robert et Gaston Cougny, Dictionnaire des parlementaires français, Edgar Bourloton, 1889-1891 [détail de l’édition]